# Corona Fehlalarm?
Corona Fehlalarm? Daten, Fakten, Hintergründe ist ein Sachbuch der Biochemikerin Karina Reiß und ihres Ehemannes, des Facharztes für Mikrobiologie und Infektionsepidemiologie Sucharit Bhakdi, das im Juni 2020 im Goldegg Verlag erschien und zum Bestseller wurde. 
Die im Buch getroffenen medizinischen Aussagen sind nach Auffassung von Fachwissenschaftlern tendenziös oder nicht belegbar.

## Inhalt
Einführung
Hier wird zunächst ein Überblick über den Beginn der Covid-19-Pandemie gegeben. Dabei charakterisieren die Autoren Vorgänge um die Pandemie mit „furchtbar“, „drakonisch“, „surreal“ und „unzählige Tote“. Ansonsten werden allgemeine Fakten zu Coronaviren kurz zusammengefasst dargestellt.
Kapitel 1 und 2
In eine rhetorische Frage gekleidet („Startpunkt China – ein neuer Subtyp scheint besonders gefährlich zu sein?“), ziehen die Autoren ihre Schlussfolgerung aus der offiziellen chinesischen Statistik, in der bei einer Bevölkerung von 1,4 Milliarden Menschen nur 5000 Tote angegeben sind, nämlich, dass das neuartige Coronavirus SARS-CoV-2 bzw. die von ihm verursachte Erkrankung COVID-19 nicht so gefährlich sei, wie dies angenommen werde. Sie beklagen eine „Inkaufnahme“ eines „Zusammenbruch[s] des Soziallebens und der Wirtschaft“ in Deutschland.
Weiterhin sind die Autoren der Meinung, wegen Mängeln in der Datenerhebung sei eine Aussage zur Gefährlichkeit von SARS-CoV-2 zunächst gar nicht möglich gewesen. Dennoch hätten Politik und Medien darüber ein verzerrtes und irreführendes Bild vermittelt. Es sei nach dem neuen Virus „gezielt“ gesucht worden. Im Fall eines positiven Testergebnisses sei bei der Existenz von Virusmaterial nicht zwischen Infektion und Erkrankung unterschieden worden, wodurch die Gefahr für die Welt überschätzt worden sei. Zudem sei entgegen ärztlichen Leitlinien jeder positiv getestete Tote so erfasst und gezählt worden, als sei er an SARS-CoV-2 verstorben. Die Verstorbenen würden zu wenig obduziert. Eine französische Studie vom 19. März 2020, die bis zum Erscheinen des Buchs nicht widerlegt worden sei, habe die Vergleichbarkeit von SARS-CoV-2 mit bereits bekannten Coronaviren dargelegt und damit ihre relative Harmlosigkeit bewiesen. Des Weiteren wird das von dem Virologen Christian Drosten entwickelte erste Testverfahren für SARS-CoV-2 hinsichtlich seiner unbekannten Sensitivität und Spezifität kritisiert und seine behördliche Validität vermisst. Die Epidemie sei in Europa und insbesondere in Deutschland Mitte April 2020 zu ihrem Ende gekommen. Weitere Tests ergäben hauptsächlich falsch positive Ergebnisse. Spätestens nach der dritten Aprilwoche hätte „die ganze Testerei aufhören“ müssen. Im Übrigen hätten die Tests zeitnah an großen und repräsentativen Bevölkerungsgruppen stattfinden müssen, was nicht geschehen sei, und man hätte die bis dahin geltenden Kriterien für das Angezeigtsein einer Testung nicht ändern sollen. Die Autoren werfen dem Robert Koch-Institut (RKI) und den Gesundheitsämtern „Chaos, Planlosigkeit und wissenschaftliche Unfähigkeit“ vor. Lediglich die Heinsberg-Studie wird positiv gewürdigt. Diese Studie belege eine relativ geringe Sterblichkeitsrate. Wegen eines von den Autoren angenommenen großen Dunkelfeldes in der Ausbreitung von SARS-CoV-2 handele es sich um eine „Laborpandemie“, die mit der Zahl der gezielten Tests wachse (siehe Falschinformationen zur COVID-19-Pandemie#Antiwissenschaftliche Fehlinformationen). Die Zahl der an SARS-CoV-2 Verstorbenen wird am Beispiel der Alterskohorte der über 80-Jährigen als minimal dargestellt, unmittelbar danach wird die Frage aufgeworfen, ob SARS-CoV-2 im Begriff sei, ein anderes Coronavirus abzulösen. Im Vergleich mit der saisonal auftretenden Influenza wird die Sterblichkeit von SARS-CoV-2 als mit der „einer klassischen mittelschweren Grippewelle“ vergleichbar bezeichnet. SARS-CoV-2 sei demnach nicht übermäßig gefährlich. Im Übrigen seien auch in anderen Ländern wie in Italien, Spanien, Großbritannien und den USA die gleichen Fehler wie in Deutschland gemacht worden. Vor allem im Hinblick auf die Todesraten in Norditalien sehen die Autoren in hoher Feinstaubbelastung einen Faktor, der geprüft werden müsse. Dem RKI wird mangelnde Verantwortung und Kompetenz vorgeworfen.
Kapitel 3
In diesem Kapitel zur Corona-Situation in Deutschland behaupten die Autoren, die Regierungen von Bund und Ländern hätten mit „Willkür“ und „Planlosigkeit“ sowie mit „Alarmismus“ reagiert. Zudem sind sie der Meinung, es sei wegen des Föderalismus in Deutschland zu Widersprüchlichkeiten bei der Ankündigung und Durchsetzung der Maßnahmen gegen die Epidemie gekommen. Dem Virologen Christian Drosten, dem Präsidenten des Robert-Koch-Instituts Lothar H. Wieler, dem Bundesminister für Gesundheit Jens Spahn und dem Bayerischen Ministerpräsidenten Markus Söder wird im Hinblick auf ihre beruflichen Qualifikationen die Kompetenz zu Beratung bzw. zur Durchsetzung abgesprochen. Der Gesundheitswissenschaftler und Statistiker John Ioannidis wird hingegen aufgrund seiner Standpunkte zur Pandemie gelobt. Die Autoren meinen, Deutschland hätte einen „Sonderweg“ gehen sollen. Erneut wird SARS-CoV-2 in seiner Bedrohlichkeit mit Influenza-Viren verglichen und behauptet, das neuartige Coronavirus sei „nicht wirklich gefährlich“. Unter Bezugnahme auf die Influenza-Pandemie 2009, die sogenannte Schweinegrippe, wird behauptet, diese habe „nur wenige Hundert“ Todesopfer gefordert. Anfang/Mitte März 2020 habe die Ausbreitung des neuartigen Coronavirus ihren Höhepunkt erreicht. Am 23. März, als der Lockdown kam, sei der Peak schon überschritten gewesen, die Pandemie am 25. Mai schon vorbei gewesen. Nur Maßnahmen Ende Februar, so die Autoren, hätten etwas bewirken können. Die Wirkung der Lockdown-Maßnahmen erinnere an die frühere DDR. Die Krankenhäuser seien weitgehend leergestanden, Behandlungen seien aufgeschoben worden. Eine angekündigte zweite Welle gebe es nicht. Ein exponentieller Anstieg der Infektionszahlen wird verneint. Zur Maskenpflicht äußern die Autoren, dass Alltagsmasken oder Mund-Nasen-Schutz „nichts bringen“, und bezeichnen deren Einführung als „noch schlimmer“ und „dumm“. Das Tragen einer solchen Maske bringe insbesondere für Menschen mit Lungenerkrankungen „ernste gesundheitliche Risiken“ mit sich. Außerdem seien die Viren kleiner als die Maschen von Masken und würden durch diese „hindurchfliegen“.
Kapitel 4
In Kapitel 4 werden Einzelheiten der Kapazitäten des deutschen Gesundheitssystems dargestellt. Bezüglich der Kapazitäten von Intensivstationen sei Deutschland in Europa führend, und die Gefahr einer Überlastung habe nicht bestanden, da die überwiegende Mehrheit der Infizierten nicht ernsthaft erkranke. Zu viele Patienten seien invasiv statt nichtinvasiv beatmet worden, womit die Gefahr von dadurch verursachten zusätzlichen Lungenentzündungen (ventilator-associated pneumonia, VAP) in Kauf genommen worden sei. Aerosole spielten nur eine geringe Rolle bei der Übertragung der Krankheit. Die rhetorischen Mittel umfassen erneut einen Angriff auf Lothar Wieler, den Präsidenten des RKI; unter der Überschrift „Was hat unsere Regierung richtig gemacht?“ findet sich lediglich ein einzelnes Fragezeichen. Die deutsche Regierung habe, so fassen die Autoren anschließend zusammen, eine Epidemie von nationaler Tragweite ausgerufen, die es nicht gegeben habe, den Bürgern ihre Mündigkeit abgesprochen, willkürliche anstatt evidenzbasierte Entscheidungen getroffen. Die Bundeskanzlerin und die Mitglieder des Bundeskabinetts hätten gegen ihren Amtseid verstoßen.
Kapitel 5
Hier wird behauptet, durch die Entscheidungen der Regierung zur Pandemiebekämpfung seien Kollateralschäden entstanden. Bei der Abwägung „Menschenleben versus Menschenwürde“ sei beides geopfert worden. Die von ihnen als sinnlos und überbordend bezeichneten Entscheidungen der Regierung hätten allenfalls zwei bis maximal 15 Menschenleben pro 10.000 Menschen in der Gruppe der über Achtzigjährigen gerettet. Demgegenüber sei zu befürchten, dass diese Entscheidungen sogar Menschenleben gekostet hätten. Zu ihren Folgen gehörten unter anderem eine Nichtbehandlung und eine Verschiebung der Behandlung anderer, auch bedrohlicher Erkrankungen sowie wirtschaftliche Folgen bis hin zur Zerstörung von Existenzen, seelische Belastungen, Suizide, Bildungsrückstand bei Kindern insbesondere aus ärmeren Familien oder aus schwierigen sozialen Verhältnissen und schließlich auch „Hunger-Pandemien“ und die „brutale“ Durchsetzung der Maßnahmen zur Bekämpfung von Corona in afrikanischen Ländern. Sie begründen die genannten Folgen im Wesentlichen mit gesundheitlichen Folgeerscheinungen von Arbeitslosigkeit, mit anzunehmender Häufung von häuslicher Gewalt und mit den Konsequenzen für ältere Menschen, die unter Isolation, Mangel an Bewegung und Einsamkeit leiden müssten, was ihnen nicht nur ihre Lebensqualität raube, sondern ihnen auch ihre Lebenszeit verkürze. Durch Besuchsverbote werde eine Begleitung Sterbender durch ihre Angehörigen unmöglich gemacht.
Kapitel 6
In diesem Kapitel wird die Frage Schweden als Vorbild? bejaht: Im Gegensatz zur Deutschen Regierung habe die schwedische Regierung „gute Berater“ und „gute Politiker“, die den Mut hätten, ihre Entscheidungen auf „Faktenbasis“ zu treffen. In Schweden habe man auf Aufklärung und Eigenverantwortung der Bürger gesetzt, ohne Grundrechte stark zu beschränken, während die deutsche Presse sowie deutsche Politiker wie Karl Lauterbach und Markus Söder den schwedischen Sonderweg schlechtgeredet hätten. Die Autoren suchen dies durch Beispiele anderer Länder zu untermauern und nennen in diesem Zusammenhang Hongkong, Island, Südkorea und Japan. Unter Bezugnahme auf den Nobelpreisträger für Chemie Michael Levitt bestreiten sie generell den Nutzen von Lockdown-Maßnahmen. Da die „Epidemien“ vorbei seien, könne man den Nutzen der Lockdown-Maßnahmen anhand der Todeszahlen widerlegen, wenngleich die Definition der Todeszahlen von den Autoren als falsch angesehen wird. Einer eingefügten Grafik ist allerdings zu entnehmen, dass die Rate der durch COVID-19 bedingten Todesfälle pro Million Einwohner in Schweden damals etwa fünfmal so hoch war wie in Deutschland. Trotz eines Lockdowns seien in vielen Ländern die Risikogruppen offenbar nicht besser geschützt worden als die übrige Bevölkerung, denn etwa die Hälfte der Opfer sei in Alten- und Pflegeheimen gestorben: „Pflegeheime erfordern einen gezielten speziellen Schutz, allgemeine Lockdown-Maßnahmen tragen in keiner Weise dazu bei.“
Kapitel 7
Es wird die Frage gestellt, welche Maßnahmen nun die richtigen gewesen wären. Kurz und knapp wird als Antwort die Aussage wiederholt, man hätte die Risikogruppe, vor allem in Alten- und Pflegeheimen, konsequent schützen müssen. Danach diskutieren die Autoren, unter der rhetorischen Frage „Impfung als Allheilmittel?“, einen möglichen SARS-CoV-2-Impfstoff und lehnen ihn ab. Über die durch eine Impfung produzierten Antikörper könne nicht „primär“ ausgesagt werden, dass sie die Immunität eines Menschen bewirken würden. Ein anderer Teil des Immunsystems, die sogenannten „Killer-Lymphozyten“ (Cytotoxische T-Zellen), sei weit verbreitet und wirksam, könne aber weder durch Tests auf das Vorhandensein von Antikörpern erfasst werden noch durch eine Impfung angeregt werden. Durch Kreuzimmunität nach bereits durchgemachten Infektionen mit anderen Coronaviren seien viele Menschen bereits gegen schwere Verläufe von COVID-19 abgesichert. Daher sei SARS-CoV-2 „nicht gemeingefährlich“. Die Immunantwort älterer Menschen sei häufig schwächer, so dass ein Impfstoff Wirkverstärker enthalten müsse, die die Gefahr von „ernsten Nebenwirkungen“ mit sich bringen würden. Sehr viele Impfungen seien sinnvoll, diese nicht. Auch bei der Pandemie H1N1 2009/10 sei die Entwicklung eines Impfstoffes nicht nötig gewesen. Die WHO habe die Definition einer Pandemie 2009, kurz vor jener „harmlosen“ „Schweinegrippe-Pandemie“, geändert, so dass eine Pandemie auch für ungefährliche Erreger ausgerufen werden könne. Während die Autoren erneut Christian Drosten wegen seiner damaligen, „Angst verbreitenden“ Äußerungen kritisieren, heben sie hervor, dass zu dieser Zeit in Deutschland lediglich zwei Personen gegen den massenweisen Aufkauf von Impfstoff durch die Bundesregierung und die Bundesländer protestiert hätten: Der Autor Bhakdi selber und Wolfgang Wodarg, seinerzeit Vorstandsmitglied von Transparency International.
Kapitel 8
Die Autoren konstatieren hier angesichts der Corona-Krise ein völliges Versagen der öffentlich-rechtlichen Medien und etablierten Presse als Vierte Macht. Sie seien zum „hörigen Sprachrohr der Regierung geworden“, hätten Angst geschürt und die Zahlen des RKI nicht hinterfragt. Ein offener Austausch beispielsweise von Drosten und Wieler mit Bhakdi und Wodarg habe nicht stattgefunden. Der HNO-Arzt Bodo Schiffmann habe letztlich das getan, was Aufgabe der Medien gewesen wäre, und mit „unerschöpflicher Energie“ informierende Videos bei YouTube eingestellt. Dies sei nötig gewesen, weil der „Systemjournalismus“ mit falsch interpretierten Zahlen Ängste geweckt habe. Es bestehe eine „Meinungszensur“, so dass kritischen Stimmen nur der Weg zu den sozialen Medien bleibe, wo allerdings auch unliebsame, beispielsweise die WHO kritisierende Beiträge gelöscht würden. Die Bevölkerung sei zum Opfer der angstmachenden medialen Berichterstattung geworden, die Regierung habe die Pandemie genutzt, um sich zu profilieren.
Letztes Kapitel
Das Kapitel ist überschrieben mit Quo vadis?. Dort findet sich ein Vergleich der Coronakrise mit der Endphase der Weimarer Republik. Die Maßnahmen zur Eindämmung des neuartigen Coronavirus hätten unter anderem „Willkür der politischen Entscheidungen, massive Einschränkung der Grundrechte, Zensur der Meinungsfreiheit, Gleichschaltung der Medien und Diffamierung Andersdenkender“ hervorgebracht. Man fühle sich „an eine Diktatur erinnert“, sofern man nicht „im Geschichtsunterricht geschlafen“ habe. Zitiert wird der Virologe Pablo Goldschmidt, der schrieb, man müsse jetzt Hannah Arendt lesen und sehr genau die damaligen Ursprünge des Totalitarismus anschauen. Wenn man der Bevölkerung Angst mache, könne man alles mit ihr machen.
Schlusswort
Das Schlusswort besteht in einer kurzen Zusammenfassung des Inhalts.
Anhang
Der Anhang gibt über 200 Internetquellen an, allerdings nur die URLs, ohne Titel, Erscheinungs- oder Abrufzeitpunkt.

## Bestseller
Die deutschsprachige Ausgabe war (Stand Oktober 2020) 16 Wochen in der Spiegel-Bestsellerliste und erreichte Platz 2 des Jahres 2020 in der Kategorie „Sachbuch Taschenbuch“ und erreichte auch in Österreich und der Schweiz Platz 1 der Bestsellerlisten für Sachbücher.

## Rezeption
Die im Buch getroffenen medizinischen Aussagen sind nach Auffassung von Fachwissenschaftlern tendenziös oder nicht belegbar.

### Fachliche Stellungnahmen
In einer gemeinsamen Stellungnahme der Medizinischen Fakultät der Christian-Albrechts-Universität zu Kiel (CAU), des Exzellenzclusters „Precision Medicine in Chronic Inflammation“ (PMI) und des Universitätsklinikums Schleswig-Holstein vom 18. August 2020 attestierte man dem Buch tendenziöse Aussagen: Die wissenschaftliche Sorgfalt medizinischer Forschung werde in Deutschland und international in Frage gestellt. Die „überwältigende Mehrheit“ der Hochschullehrer der CAU und Mitglieder des Bundesexzellenzclusters widersprächen den „unbelegten und im Gegensatz zu seriösen internationalen wissenschaftlichen Erkenntnissen stehenden Behauptungen“ der Kieler Reiß und Bhakdi zur Corona-Pandemie. Die korrespondierende Fachschaft Medizin der CAU zu Kiel unterstützte ausdrücklich die Stellungnahme. Das Buch sei wissenschaftlich nicht haltbar. Als Beispiel wird die Darstellung des Sars-CoV-2-Tests der Berliner Charité angeführt, die grob falsch sei. „Entweder wurde also unsauber gearbeitet, es fehlen grundlegende Kenntnisse, oder es wurden Fakten absichtlich so verdreht, dass sie zur Kernaussage des Buches passen“. In dem offenen Brief an die Wissenschaftsministerin des Landes Schleswig-Holstein, Karin Prien, fordern sie, die Aussagen richtigzustellen. Im September schloss sich der Senat der Universität zu Kiel diesen Stellungnahmen ausdrücklich an.
Im Oktober veröffentlichte auch die Kieler Fachschaft Biochemie zusammen mit den Doktoranden des Sonderforschungsbereich 877 eine Stellungnahme. Das Buch trete der „international breit anerkannte[n] Faktenbasis“ nicht mit validen Argumenten, sondern persönlich polemischen Beschimpfungen entgegen. Beispielsweise sei die Einstufung von SARS-CoV-2 „wie ein reguläres ‚Erkältungscoronavirus‘“ unter anderem in Hinblick auf die schon beobachtbaren „neurologischen, respiratorischen  und  kardiovaskulären Spätfolgen“ nicht haltbar. Einen kritischen akademischen Diskurs begrüßt die Stellungnahme zwar, fordert aber, wissenschaftliche Standards einzuhalten. Das Buch sei grundlegend unwissenschaftlich und richte sich, wie auch ein derartiger Auftritt in der Kieler „Traum GmbH“ zeige, an ein Laienpublikum.
In einem Artikel von t-online.de kommentieren der Epidemiologe Markus Scholz, der Hygieniker Peter Walger und der Immunologe Andreas Radbruch die Thesen Bhakdis: Es bestehe die Möglichkeit einer Übertragung durch asymptomatische Personen; ein R-Wert unter 1 sei Anfang April erreicht worden, nicht schon am 21. März; Kontaktreduktion bei Epidemien sei eine altbewährte Methode. Die fallende R-Kurve spreche für die Wirksamkeit der Maßnahmen. Zu Alltagsmasken schreiben sie: „Wenn die Alltagsmasken aus mehrlagigen Baumwollstoffen gearbeitet sind, regelmäßig bei mehr als 60 Grad gewaschen werden, bei Durchfeuchtung gewechselt werden und auf sorgfältige Händehygiene geachtet wird, können Fremd- und Eigenschutz in einem hohen Maße erwartet werden.“ Zur Kreuzreaktivität: Es sei ferner nicht richtig, dass alle Menschen vor der Erstinfektion eine „‚kreuzreagierende‘ Vorimmunität“ hätten. Eine Impfung würde die Kollateralschäden begrenzen, mehr Nutzen als Schaden verursachen und sei im Vergleich mit anderen Impfungen gerechtfertigt.

### Medizinjournalistische Rezensionen
In ihrer Rezension vom 16. Juli 2020 im Onlineportal von MTA Dialog. Die Fachzeitschrift der Medizinisch-technischen Assistenten und Assistentinnen (MTA) widersprachen die Medizinjournalisten Hardy-Thorsten Panknin und Ludwig Zahn der Darstellung der Autoren. Die Auswahl der Fachliteratur sei selektiv. Die Autoren verwendeten nur die Studien, die in die eigene Argumentation passen würden. Kritisiert wird auch der als polemisch bewertete Umgang mit der Meinung anderer Wissenschaftler. Dem Anspruch des Werkes, vorurteilsfrei und wissenschaftlich fundiert zu sein, stehe gegenüber, dass manche Positionen im Buch auch unter Verschwörungstheoretikern und Systemkritikern „erheblichen Anklang“ fänden. Die Rezensenten schreiben, dass „eine Verharmlosung der Krankheit (...) kaum angebracht (scheint), bevor nicht alle Fakten auf dem Tisch liegen“.
In NZZ Wissenschaft rezensierte am 20. August 2020 der Arzt und Medizinjournalist Alan Niederer das Buch. Die aufgeworfenen Fragen seien wichtig und die Kritik am Seuchenmanagement berechtigt; richtig sei etwa Bhakdis Kritik an der Datenbasis, die keine Einschätzung der Todesfallrate zugelassen habe, und die Kritik an der Registrierung des positiven Testergebnisses als Todesursache durch das Virus. Mit Recht ärgere sich Bhakdi über den mangelnden Schutz gerade der Risikogruppen, auch zu anderen Bedenken gegenüber Regierungsmaßnahmen sei er natürlich berechtigt.
Niederer stellt sich die Frage, ob das Buch kritisch gegengelesen worden sei, denn an einigen Stellen mache es sich der Autor zu leicht und das Buch werde da hochproblematisch, wo es die wissenschaftliche Ebene verlasse. „Aus der begründeten Kritik an der Datengrundlage […] wird ein irrationaler Feldzug“, bei dem Bhakdi oft sarkastisch und überheblich nach allen Seiten austeile: Das Versagen der Medien sei übertrieben dargestellt, die Behauptung, es gebe kein exponentielles Wachstum, sei schlicht falsch, spekulativ seien Verdächtigungen und Unterstellungen wie die gegenüber Christian Drosten.
Dem Buch fehlt nach Auffassung Niederers das Verständnis der Rollen und Verantwortlichkeiten bei der Pandemiebekämpfung, Fakten würden ignoriert, die Interpretationsbreite verengt. Bhakdis Blick auf Politik und Gesellschaft sei eingeschränkt: Die Unterstellung von Dummheit, Absicht, Inkompetenz und Korruption bestimmten seine Perspektive. Sein Auftritt bei Ken Jebsen zeige entweder Geistesverwandtschaft oder Naivität. Der Gipfel der Unglaubwürdigkeit ist nach Meinung des Rezensenten erreicht, wenn Bhakdi eine Verletzung von Grund- und Menschenrechten behauptet und sich zu einem Vergleich mit der Nazizeit versteigt.
Eine Warnung vor der Lektüre spricht Niederer dennoch nicht aus, da der mündige Bürger in der Lage sei, den Inhalt zu beurteilen. Die Veröffentlichung des Buches wie der Kritik daran zeige gerade, dass Bhakdis „populistisches Narrativ“ von Demokratie und Medien falsch sei.

### Andere Rezensionen
Christian Rabhansl von Deutschlandfunk Kultur (8. August 2020) stellt fest, dass es viele offene Fragen zur Pandemie gibt. Er beschreibt das Buch als „Rundumschlag gegen die Coronapolitik“. Bhakdi und Reiß eröffneten „eine ideale Projektionsfläche für alle üblen Gründe – von flächendeckender Unfähigkeit über bösen Willen bis zu einer weltweiten Verschwörung. Ein Buch, das nüchterne Fakten verspricht, aber viel Polemik liefert.“ An vielen Stellen bleibe die genaue Position der Autoren laut Rabhansl offen – „außer, dass sie dagegen sind. Die prägenden Stilmittel dieses Buchs sind das Geraune, die rhetorische Frage, die Unterstellung und die Andeutung.“ Hauptkritik Rabhansls ist, dass gerade wegen der vielen von Bhakdi und Reiß zu Recht dargestellten Ungewissheiten entschiedenes Handeln notwendig gewesen sei, ähnlich einem Feuerwehreinsatz, wie es Alexander Unzicker im Onlinemagazin Telepolis passend dargestellt habe. Angesichts der Toten in Italien vor dem Handeln nach Langzeitstudien zu rufen, wie Rabhansl den Autoren unterstellt, sei „zynisch“, „als wäre Vorsorge etwas für Feiglinge“.
Der Züricher Tages-Anzeiger überprüfte am 7. September fünf Hauptaussagen des Buches auf ihren Wahrheitsgehalt und kam zu dem Ergebnis, dass sie nicht haltbar seien. Das Buch sei in einem „polemischen, anklagenden Grundton verfasst“. Das Autorenpaar zitiere nur einzelne Studien, die „grösstenteils aus den Anfangszeiten der Pandemie“ stammten, zum Teil auch verkürzt oder falsch. Wichtige wissenschaftliche Arbeiten zu den gleichen Themen blieben unerwähnt.
Der Freitag ließ das Buch von zwei Autoren besprechen (9. August 2020). Dirk Engelhardt stellt den ihm ungewöhnlich erscheinenden Verkaufserfolg des Buches dar und zitiert die Meinung von Blogs wie Presse Online, die Bhakdi für einen „Lichtblick“ halten. Auch der Goldegg Verlag unterstützt die Auffassung, die enorme Nachfrage nach dem Titel rühre auch daher, „dass sich durch die einseitige Berichterstattung der Medien ein Vakuum aufgetan habe, in das das Buch nun platze.“ René Schlott lobt die „tadellose Vita“ der beiden Autoren. Positiv merkt er an, dass Reiß und Bhakdi viele Problempunkte benennen. Er wünscht sich aber „bei der Lektüre mehr Tiefgang, eine differenziertere Argumentation, besser aufbereitete Daten und Fakten“. Der Ton der Autoren sei „alarmistisch“. Schlott mutmaßt, das Buch sei für eine Lesergruppe geschrieben, „die sich ohnehin vor allem im Internet informiert und in den sogenannten sozialen Netzwerken ihre Hauptinformationsquelle hat“.
Michael Wurmitzer sieht im Standard vom 22. August 2020 soziale Medien und Verschwörungstheoretiker hinter dem Verkaufserfolg des Buches. Seit März betreibe Bhakdi einen eigenen Youtube-Kanal, zudem trete er „bei Verschwörungstheoretikern reichweitenstarken Kanälen wie KenFM“ auf. Entgegen der Einschätzung der Herausgeberin des Goldegg Verlags, Minoggio-Weixlbaumer, die mit dem Buch einen „Bildungsauftrag“ des Verlags erfüllt sieht, fragt Wurmitzer, welche Evaluierung die Publikation durchlaufen habe. Die mangelnde Beteiligung externer Experten wird moniert, allein die Forschungsbiografie Bhakdis sei Beleg für die Darstellung.
Annette Hille-Rehfeld, lehrbefähigte Zellbiologin und Biochemikerin sowie Mitglied im Herausgeberbeirat der Naturwissenschaftlichen Rundschau, rezensiert das Buch eher positiv. Sie liefert eine Zusammenfassung des Inhalts und konstatiert, das Buch weise darauf hin, dass „belastbare Studien zur epidemiologischen Bedeutung“ von SARS-CoV-2 zu selten seien, womit sich Reiß und Bhakdi befassen würden. Sie wünscht sich, „dass eine wissenschaftliche, auch konträre Auseinandersetzung mit der Materie“ wieder möglich wäre, ohne „dass von den politischen Vorgaben abweichende Schlussfolgerungen pauschal als ‚Fake News‘ oder ‚Verschwörungstheorien‘ diskreditiert werden“. Wenn dem so wäre, habe das Buch seinen Zweck erfüllt.
Der Philosoph Karim Akerma vertritt im Debattenmagazin The European (15. Juni 2020) die Meinung, das Buch habe humanistische Motive und sei ein guter Ausgangspunkt, um das Geschehen aufzuarbeiten. Akerma stimmt der Einschätzung der prekären Situation in den Altenheimen zu, die er im Gegensatz zu der häufigen euphemistischen Bezeichnung „Seniorenresidenz“ kritisch als „Gerontolager“ bezeichnet. Auch die relativierende Einschätzung Bhakdis zu Italien wird unterstützt.
Laut der Rezension von Markus Reiter in der Stuttgarter Zeitung (14. Oktober 2020) liefern Bhakdi und Reiß durchaus bedenkenswerte Argumente, wie z. B. zum vorrangigen Schutz der Risikogruppen. Bemängelt wird hingegen der respektlose Ton insbesondere gegenüber dem Virologen Christian Drosten. „Aus jeder Zeile schreit dem Leser die tiefe persönliche Kränkung entgegen, dass dieser ‚Herr Drosten’ in der Öffentlichkeit mehr Beachtung erfährt als die Autoren“. Bhakdi und Reiß würden zudem ihr gesamtes Anliegen bloßstellen, indem sie sich „mit zwielichtigen Gestalten aus der Verschwörungstheorie-Ecke und deren übersteigerten Thesen“ solidarisierten.
Jochen Tempelmann wies im September 2020 auf dem Schweizer Nachrichtenportal Nau darauf hin, dass von Gegnern der Corona-Maßnahmen häufig der Vorwurf zu hören sei, dass „man sich auf veraltete Daten und Fakten beziehe“. Allerdings sei, so Tempelmann, „das meistgelesene Buch der Zweifler […] selbst ein Paradebeispiel hierfür“. Es sei „ein höchst problematisches Buch“ und stecke „voller Halbwahrheiten und nicht stichhaltigen Informationen“.
Das zu den verschwörungsideologisch geprägten Medien zählende Online-Magazin Rubikon veröffentlichte einen Exklusivabdruck des Buchs, in der neurechten Jungen Freiheit wurde das Werk äußerst positiv besprochen.

## Ausgaben
- Karina Reiß, Sucharit Bhakdi: Corona Fehlalarm? Daten, Fakten, Hintergründe. Goldegg Verlag, Berlin/Wien 2020, ISBN 978-3-99060-191-4 (159 S.).
- Karina Reiß, Sucharit Bhakdi: Corona, False Alarm? Facts and Figures. Chelsea Green Publishing, White River Junction 2020, ISBN 978-1-64502-057-8 (160 S.).[50]